# In Old Arizona
Az In Old Arizona 1928-ban bemutatott amerikai western, amelyet Irving Cummings rendezett.
A film minden idők első hangos westernje, továbbá öt Oscar-díjra jelölték, melyből Warner Baxter megnyerte a legjobb férfi főszereplő díját. A produkció olyan nevezetes helyeken készült, mint a Bryce Canyon Nemzeti Park, a Zion Nemzeti Park vagy a kaliforniai Mojave sivatag. Eredetileg Raoul Walsht szánták mind rendezőnek, mind főszereplőnek, de forgatás előtt autóbalesetet szenvedett, és elvesztette az egyik szemét.

## Főbb szereplők
| Színész         | Karakter             |
| --------------- | -------------------- |
| Warner Baxter   | Cisco Kid            |
| Edmund Lowe     | Mickey Dunn őrmester |
| Dorothy Burgess | Tonia Maria          |

## Oscar-díj
Az 1930-as gálán csak a győzteseket hirdették ki, így a jelölések nem hivatalosak.
- Oscar-díj (1930)
  - díj: legjobb férfi főszereplő – Warner Baxter
  - jelölés: legjobb film – Fox Film Corporation
  - jelölés: legjobb rendező – Irving Cummings
  - jelölés: legjobb adaptált forgatókönyv – Tom Barry
  - jelölés: legjobb operatőr – Arthur Edeson

## Fordítás
Ez a szócikk részben vagy egészben  az   In_Old_Arizona című angol Wikipédia-szócikk fordításán alapul.  Az eredeti cikk szerkesztőit annak laptörténete sorolja fel. Ez a jelzés csupán a megfogalmazás eredetét és a szerzői jogokat jelzi, nem szolgál a cikkben szereplő információk forrásmegjelöléseként.